# Cinquième lycée de Belgrade
Le cinquième lycée de Belgrade (en serbe cyrillique : Пета београдска гимназија ; en serbe latin : Peta beogradska gimnazija) est un établissement scolaire situé à Belgrade, en Serbie, dans la municipalité de Palilula. Il a été créé en 1905 comme le premier lycée de jeunes filles de la capitale serbe.

## Anciens professeurs
- Nadežda Petrović, peintre serbe
- Maga Magazinović, bibliothécaire et journaliste serbe
- Desanka Maksimović, poétesse serbe, membre de l'Académie serbe des sciences et des arts[2]

## Anciens élèves
Le lycée a formé des nombreuses personnes de la vie culturelle et politique Serbe ,, notamment un président de la fépublique de Serbie, un maire de Belgrade, et la première femme présidente du gouvernement.
Art
- Mira Alečković, poétesse et romancière serbe
- Goran Marković, réalisateur, metteur en scène, dramaturge serbe
- Srđan Karanović, réalisateur et scénariste serbe
- Mirjana Karanović, actrice et réalisatrice serbe
- Bora Đorđević, chanteur du groupe Riblja čorba
- Biljana Srbljanović, dramaturge
- Olivera Katarina, actrice, chanteuse et écrivain serbe [5]
- Ivica Vdović, batteur
- Jovan Mišević, batteur du groupe VIS Siluete
- Dejan Dunić, bassiste du groupe VIS Siluete
- Branko Cvejić, acteur
- Gordan Kičić, acteur
- Nikola Simić, acteur
- Suzana Mančić, chanteuse

Politique
- Ana Brnabić, femme d'État serbe, présidente du gouvernement depuis le 29 juin 2017.
- Milan Milutinović, ancien président de la république de Serbie
- Siniša Mali, maire de Belgrade depuis 18 novembre 2013
- Jasna Matić, femme politique serbe, ancien ministre
- Gordana Matković, démographe, femme politique, ancien ministre
- Gašo Knežević, juriste, ancien ministre

Sport
- Branislav Pokrajac, joueur et entraîneur de handball serbe.

Science
- Boško Mijatović, économiste